# نعبة (بروم ميفع)
'

تعديل مصدري - تعديل

نعبة هي إحدى قرى عزلة بروم بمديرية بروم ميفع التابعة لمحافظة حضرموت، بلغ تعداد سكانها 136 نسمة حسب تعداد اليمن لعام 2004.